# Чемпіонат світу з трекових велоперегонів 1983
Чемпіонат світу з трекових велоперегонів 1983 проходив з 23 по 28 серпня 1983 року в Цюриху, Швейцарія. Усього на чемпіонаті розіграли 14 комплектів нагород — 12 у чоловіків та 2 у жінок.

## Медалісти

### Чоловіки
Професіонали
| Дисципліна                         | Золото       | Срібло            | Бронза             |
| Спринт                             | Накано Коїчі | Яве Каар          | Оттавіо Даззан     |
| Індивідуальна гонка переслідування | Стіл Бішоп   | Роберт Ділл-Бунді | Ханс-Хенрік Ерстед |
| Кейрін                             | Урс Фройлер  | Денні Кларк       | Гілберт Хаттон     |
| Гонка за очками                    | Урс Фройлер  | Ґвідо Бонтемпі    | Гаррі Саттон       |
| Гонка за лідером                   | Бруно Вічіно | Рене Кос          | Мартін Хавік       |

Аматори
| Дисципліна                         | Золото                                                           | Срібло                                                        | Бронза                                                                |
| Спринт                             | Лютц Хессліх                                                     | Сергій Копилов                                                | Міхаель Хюбнер                                                        |
| Гіт на 1000 м                      | Сергій Копилов                                                   | Герхард Шеллер                                                | Лотар Томс                                                            |
| Індивідуальна гонка переслідування | Віктор Куповець                                                  | Бернд Діттерт                                                 | Дайніс Лієпіньш                                                       |
| Командна гонка переслідування      | ФРН Рольф Ґольц Роланд Ґюнтер Герхард Штріттматтер Міхаель Маркс | НДР Карстен Вольф Маріо Херніг Бернд Діттерт Ханс-Йоахім Поль | Чехословаччина Павел Соукуп Алеш Трчка Франтішек Рабонь Роберт Штєрба |
| Спринт на тандемах                 | Франція Філіп Верне Франк Депін                                  | Чехословаччина Іван Кучірек Павел Мартінек                    | ФРН Дітер Ґібкен Фреді Шмідтке                                        |
| Гонка за лідером                   | Райнер Подлеш                                                    | Маттеус Пронк                                                 | Вальтер Баумгартнер                                                   |
| Гонка за очками                    | Мікаель Маркуссен                                                | Ханс-Йоахім Поль                                              | Іван Романов                                                          |

### Жінки
| Дисципліна                         | Золото           | Срібло         | Бронза           |
| Спринт                             | Конні Параскевін | Клаудія Ломмач | Ізабель Ніколозо |
| Індивідуальна гонка переслідування | Конні Карпентер  | Синтія Олаварі | Жанні Лонго      |

## Загальний медальний залік
| Місце  | Країна         | Золото | Срібло | Бронза | Загалом |
| ------ | -------------- | ------ | ------ | ------ | ------- |
| 1      | ФРН            | 2      | 2      | 1      | 5       |
| 2      | СРСР           | 2      | 1      | 2      | 5       |
| 3      | США            | 2      | 1      | 1      | 4       |
| 3      | Швейцарія      | 2      | 1      | 1      | 4       |
| 5      | НДР            | 1      | 3      | 2      | 6       |
| 6      | Франція        | 1      | 1      | 2      | 4       |
| 7      | Італія         | 1      | 1      | 1      | 3       |
| 7      | Австралія      | 1      | 1      | 1      | 3       |
| 9      | Данія          | 1      |        | 1      | 2       |
| 10     | Японія         | 1      |        |        | 1       |
| 11     | Нідерланди     |        | 2      | 1      | 3       |
| 12     | Чехословаччина |        | 1      | 1      | 2       |
| Всього | Всього         | 14     | 14     | 14     | 42      |